# La loi du pardon
La loi du pardon er en fransk stumfilm fra 1906 af Albert Capellani.